# Chiesa di San Lorenzo Martire (San Lorenzo Isontino)
La chiesa di San Lorenzo Martire è la parrocchiale di San Lorenzo Isontino, in provincia ed arcidiocesi di Gorizia; fa parte del decanato di Cormons.

## Storia
La primitiva chiesa di San Lorenzo Isontino fu edificata probabilmente nel XIII secolo; tuttavia, la prima citazione che ne attesta la presenza risale appena al 1504.
Nel 1611 l'antico campaniletto a vela venne sostituito da una nuova torre autonoma rispetto alla chiesa.
Poco dopo la metà del XVIII secolo fu costruita la nuova chiesa e, nello stesso periodo, vennero realizzati l'altare maggiore e quelli dedicati a sant'Antonio di Padova e alla Beata Vergine Maria.
Nel 1835 i campanile fu sopraelevato con la realizzazione della nuova cella e della cuspide; in quell'occasione venne installato l'orologio all'altezza della precedente cella.
Nel 1875 la torre subì dei lavori di ripristino, mentre alla fine del secolo venne demolito e sostituito a quello nuovo progettato da Girolamo D'Aronco.
Nel corso della prima guerra mondiale la chiesa fu rasa al suolo quasi totalmente; l'attuale parrocchiale, che riprende le linee della precedente, è frutto del rifacimento condotto nel 1923 sotto la supervisione del geometra Alfredo Silvestri.
Nel 1948 furono murate la finestra della facciata e due del presbiterio; allo stesso tempo, si aprì un rosone sopra l'altare maggiore.
Tra il 1975 ed il 1976 la struttura venne restaurata per volontà dell'allora parroco don Enrico Corazza; fu chiuso il suddetto rosone, mentre furono riaperte le due finestre del presbiterio.
La chiesa venne nuovamente ristrutturata all'inizio del XXI secolo.

## Descrizione

### Esterno
La facciata, che è a capanna, è tripartita da quattro lesene con capitelli dorici, sopra le quali vi è il timpano triangolare al centro del quale s'apre un oculo; nelle due nicchie poste ai lati sono ospitate due statue, una delle quali rappresenta San Lorenzo Martire.

### Interno
Opere di pregio conservate all'interno della chiesa, ad un'unica navata, sono il settecentesco altare maggiore in marmi policromi, impreziosito da due statue raffiguranti i santi Lorenzo e Rocco, l'altare del Rosario del 1768, la statua della Madonna del Rosario, scolpita nel Novecento di bottega gardenese, e l'altare di san Lorenzo - già dedicato a sant'Antonio - realizzato verso il 1759 e sopra il quale è collocata la pala il cui soggetto è san Lorenzo Diacono e Martire, eseguita da Renzo Perco e Bruno Medeot.